# Ondřej Krutílek
Ondřej Krutílek (ur. 30 kwietnia 1981 w Nowym Jiczynie) – czeski polityk i politolog, poseł do Parlamentu Europejskiego X kadencji.

## Życiorys
Ukończył politologię i stosunki międzynarodowe oraz europeistykę na Uniwersytecie Masaryka. Pracował jako analityk do spraw prawa Unii Europejskiej w Centrum Studiów nad Demokracją i Kulturą (CDK), a także jako asystent w Europarlamencie. Był też dyrektorem w przedsiębiorstwie analitycznym B&P Research. Związany również z prawicowymi think tankami. W 2016 został wiceprezesem instytutu Pravý břeh prowadzonego przez zwolenników Petra Fiali. W 2017 dołączył do rady zarządzającej instytutu IPPO. Wstąpił do Obywatelskiej Partii Demokratycznej, od 2019 kierował biurem europosła Alexandra Vondry.
W wyborach w 2024 z ramienia koalicji SPOLU uzyskał mandat posła do Parlamentu Europejskiego X kadencji.